# ナルヴァ発電所群
ナルヴァ発電所群 (エストニア語: Narva Elektrijaamad) はエストニアのナルヴァ近郊にある複合発電施設群で、ロシア (レニングラード州) との国境付近にある。ここには、世界最大のオイルシェール火力発電所であるエースティ発電所 (Eesti Elektrijaam) とバルティ発電所 (Balti Elektrijaam) が立地する。2007年にはエストニアの総発電量の実に約95％がナルヴァ発電所群で発電された。エストニア電力 (Eesti Energia) の子会社であるASナルヴァ・エレクトリヤーマト (AS Narva Elektrijaamad) が保有・運営している。 

## バルティ発電所
バルティ発電所は1959年から1965年にかけて、ナルヴァの南西5キロメートルの場所に建設された。2005年末の時点で、バルティ発電所の設備容量は765メガワット、熱容量は400メガワットであった。冷却水は、ナルヴァ川沿いにある貯水池から2本の全長1キロメートルの取水路を通じて取り入れている。バルティ発電所はナルヴァの地域熱供給システムの唯一の熱源でもある。 
バルティ発電所は新旧2つの部分からなる。古い部分には18基のTP-17ボイラーと8基の100メガワット蒸気タービンが設置されており、現在はそのうちボイラー4基とタービン2基のみが運転されている。新しい部分には8基のTP-67ボイラーと4基の200MWタービンが設置されている。いずれのボイラーも微粉焚きである。 2003年には11号機が循環流動床 (CFBC) ボイラーに更新され、微粉焚きよりも高効率となり、環境性能も向上 (低SO2・低CO2) した。 
バルティ発電所には4つの煙突があり、高さはそれぞれ149メートル (489 ft)、150.6メートル (494 ft)、 153メートル (502 ft)、182.6メートル (599 ft) ある。 

## エースティ発電所
エースティ発電所はナルヴァの西南西 約20キロメートルのところにあり、1963年から1973年にかけて建設された。2005年末時点の設備容量は1,615メガワット、熱容量は84メガワットであった。冷却水はナルヴァ川とムスタヨギ川から全長7キロメートル (4.3 mi) の開渠で取り入れている。 
建設当初は16基のTP-101ボイラーと8基の200メガワット蒸気タービンが設置されたが、現在はボイラー14基と蒸気タービン7基が稼働している。2003年には8号機が循環流動床 (CFBC) ボイラーに更新された。 
エースティ発電所にある2本の高さ 250メートル (820 ft) の煙突は、エストニアで最も背の高い煙突である。 
エースティ発電所は、欧州連合で最も汚染度の高い発電所ワースト30のうち15位に入った。バルト諸国および北欧諸国から入った唯一の発電所であり、年間CO2排出量は1,067万トンにも上った。 

## アウヴェレ発電所
2011年1月14日、ナルヴァ・エレクトリヤーマトはフランスの電力エンジニアリング企業アルストムとの間で、エースティ発電所の隣に新しくアウヴェレ発電所を建設する契約を締結した。5億4千万ユーロで300メガワットのオイルシェール火力発電所を建設するもので、完工は2015年の予定であった。バルティ発電所11号機やエースティ発電所8号機と同様、循環流動床ボイラーを採用している。 
当初の契約には2号機の建設オプションが含まれていたが、2号機の計画は2014年2月に取り止めになった。 

## 灰処理
ナルヴァ発電所群で燃やされたオイルシェールからは、元の重量の約46％もの灰が生じるため、その量は年間450万トンにも上る。灰処理システムで灰を水洗した水は灰保管場の池に溜められるが、その池は衛星写真で鮮やかな青に見える。 バルティ発電所には2つの灰保管場があり、西側のものは幅約3メートルの築堤で12の区域に分けられているが、保管量が限界に達したため閉鎖された。東側のものは現在も使用中で、3つの区域に分けられている。オイルシェールの不燃部は本質的には石灰岩なので、灰は必然的に強いアルカリ性を帯びる。 

## ウィンドファーム
2012年に、バルティ発電所の灰保管場跡地に39メガワットのウィンドファームが建設された。単機出力2.3メガワットのエネルコン製 E82 風力タービン17基で構成され、ハブ高さは107メートル (351 ft)、ローター直径は82メートル (269 ft) で、風力タービンの基礎は現地の石灰岩の基盤に22メートル (72 ft) の杭で固定されている。総工費は6,000万ユーロであった。 